# María Falk de Losada
Pour les articles homonymes, voir Losada.
Mary Elizabeth (María) Falk de Losada est une mathématicienne colombienne née aux États-Unis. Elle est professeure de mathématiques à la retraite à l'université nationale de Colombie et ancienne rectrice de l'université Antonio Nariño, elle est connue pour son travail de développement de concours de mathématiques en Colombie. 
Elle est à distinguer de sa fille Marta Losada (en), physicienne colombienne qui lui a succédé à la présidence de l'université Antonio Nariño.

## Formation et carrière
Falk est née aux États-Unis. Elle a obtenu son diplôme du Manhattanville College (en) dans la banlieue de New York en 1964 et a obtenu une maîtrise de l'université Harvard en 1965. Elle a obtenu son doctorat en mathématiques à l'université de l'Illinois à Chicago en 1970.
Elle a travaillé à l'université nationale de Colombie de 1966 à sa retraite en 1995,. Elle a été membre du conseil supérieur de l'université Antonio Nariño à partir de 1988 et en a été la rectrice de 2001 à 2010. 

## Compétitions
À partir de 1981, Falk a encouragé le développement des Olympiades mathématiques colombiennes, une émanation locale des Olympiades internationales de mathématiques qu’elle a cofondée. 
Elle a présidé le jury des 54èmes Olympiades mathématiques internationales, tenues à Santa Marta, en Colombie,. Aux Olympiades, sa fille María Elizabeth Losada a siégé au comité organisateur et sa petite-fille de 12 ans, Isabella Mijares, travaillait comme coureuse de microphone. 
Elle est également cofondatrice et ancienne présidente de la Fédération mondiale de compétitions nationales de mathématiques. Elle a également écrit plusieurs ouvrages sur des problèmes de mathématiques et des ouvrages pour professeurs de mathématiques. 

## Prix et distinctions
En reconnaissance de son travail sur les concours de mathématiques, Falk a reçu le Prix David Hilbert de la Fédération mondiale des concours nationaux de mathématiques en 1994,.  Elle était maître de conférences Howard Lyons au Séminaire des Concours canadiens de mathématiques à l'université de Waterloo au Canada en 2000. En 2011, la Société mathématique colombienne lui a décerné le prix José Celestino Mutis, tandis que l'Olympiade mathématique équatorienne de 2017 lui a décerné le prix Juan Montalvo. 